# Giacomo Tomasini
Giacomo Tomasini – detto Gianni – (Brescia, 11 marzo 1906 – Brescia, 27 aprile 1980) è stato un calciatore italiano, di ruolo difensore.

## Carriera
Cresce nel Brescia, con cui esordisce il 15 marzo 1925 in Brescia-Spezia (4-2), e con le rondinelle partecipa a due campionati di Prima Divisione tra il 1924 e il 1926 totalizzando complessivamente 16 presenze. Nel 1926 passa al Torino: nella formazione granata scende in campo in 4 occasioni, contribuendo alla conquista dello scudetto in seguito revocato per il Caso Allemandi. Nel Torino fa l'esordio il 5 dicembre 1926 nella partita Torino-Sampierdarenese (6-1).
In seguito milita nella Fiorentina, prima di ritornare al Brescia con cui esordisce nella Serie A a girone unico il 19 ottobre 1930, nella vittoria per 1-0 sul campo del Livorno. Nel campionato 1930-1931 disputa altre 3 partite, mentre nella stagione 1931-1932 non totalizza alcuna presenza.
Nel 1932 lascia definitivamente il Brescia, e si trasferisce prima alla Cremonese, in Serie B, dove conclude la carriera.

## Palmarès
- Campionato italiano: 1 (revocato)

Torino: 1926-1927